# Gmina Gielniów
Die Gmina Gielniów ist eine Stadt-und-Land-Gemeinde im Powiat Przysuski der Woiwodschaft Masowien in Polen. Sie hat etwa 4450 Einwohner. Ihr Sitz ist die gleichnamige Stadt mit etwa 800 Einwohnern.

## Geographie

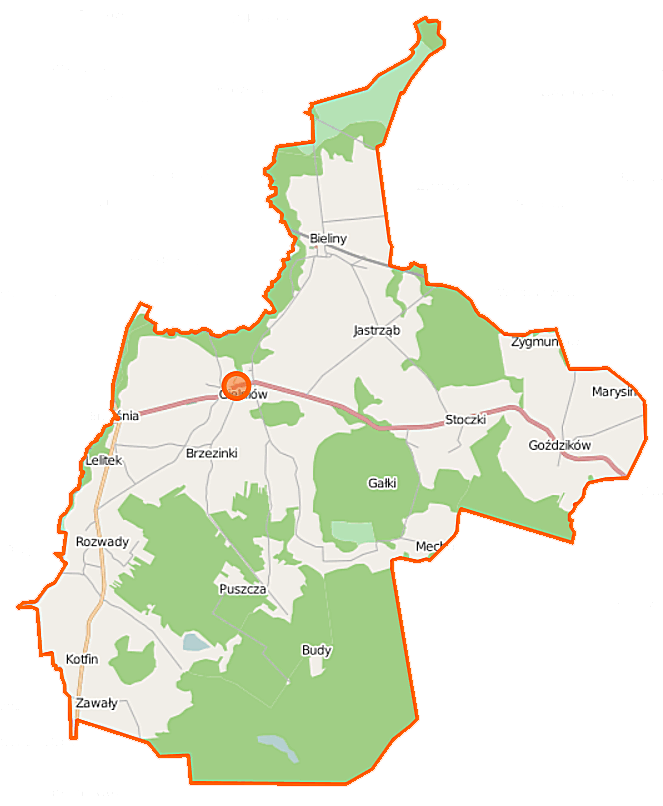
Karte der Gemeinde

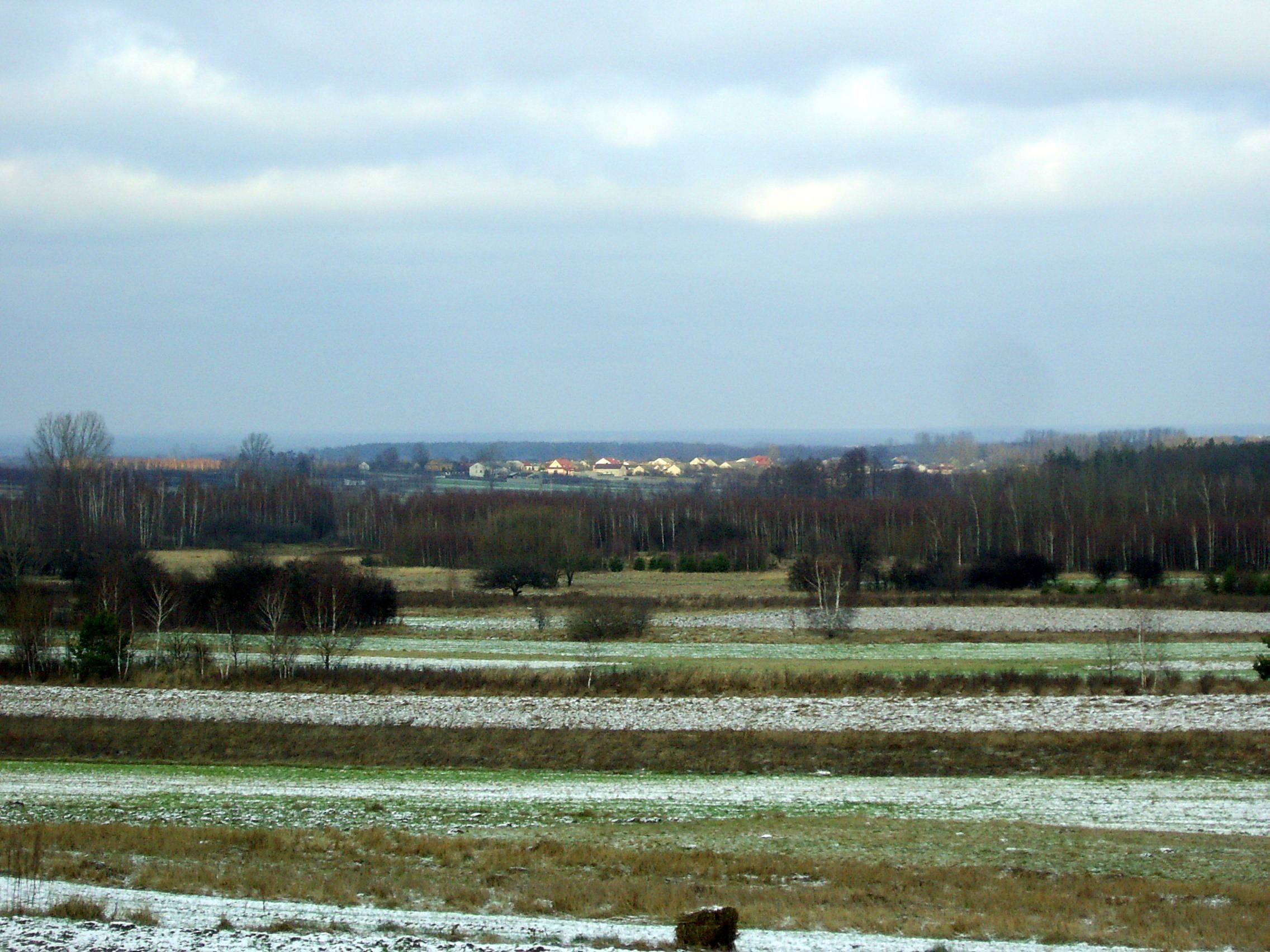
Blick auf Gielniów

Die Gemeinde liegt im Süden der Woiwodschaft und grenzt im Süden an die Woiwodschaft Kielce und im Westen an die Woiwodschaft Łódź. Das Dreiländereck befindet sich im Ortsteil Gościniec des Dorfs Sołtysy. Die Großstadt Radom liegt etwa 50 Kilometer östlich. Die Gemeinde hat eine Fläche von 79,2 km², von der 53 Prozent land- und 41 Prozent forstwirtschaftlich genutzt werden. Ihr Gebiet ist mit etwa 56 Einwohnern/km² dünn besiedelt. Die Brzuśnia entwässert zur Drzewiczka. Ein Zufluss ist die Gielniowianka, die durch den Hauptort der Gemeinde fließt.

## Geschichte
In russischer Zeit wurden Gielniów 1870 nach dem Januaraufstand die Stadtrechte aberkannt. Die Landgemeinde Goździków wurde 1954 in Gromadas aufgelöst. Von 1975 bis 1998 gehörte das Gemeindegebiet zur Woiwodschaft Radom. Der Powiat war in dieser Zeit aufgelöst. Die Landgemeinde Gielniów wurde zum 1. Januar 1973 aus Gromadas der Gmina Goździków errichtet. Die Gemeinde kam 1999 an die Woiwodschaft Masowien und den Powiat Przysuski. Zum 1. Januar 2024 erhielt der Hauptort wieder Stadtrechte und die Gemeinde den Status einer Stadt-und-Land-Gemeinde.

## Gliederung
Zur Stadt-und-Land-Gemeinde (gmina miejsko-wiejska) Gielniów gehören die namensgebende Stadt und 18 Dörfer. Stadt und Dörfer haben jeweils ein Schulzenamt (sołectwo):
Gielniów
Antoniów
Bieliny
Brzezinki
Drynia (Stużańska)
Gałki
Goździków
Huta
Jastrząb
Kotfin
Lelitek
Mechlin
Marysin
Rozwady
Snarki
Sołtysy
Stoczki
Wywóz
Zielonka
Zygmuntów
Kleinere Orte der Gemeinde sind die Siedlung Wywóz sowie die Weiler Chonowa, Piaski, Puszcza Rozwadzka, Rożek und Tartak.

## Verkehr
Die Landesstraße DK12 führt von Kalisz und Piotrków Trybunalski nach Radom und durchzieht die Gemeinde von Westen nach Osten. Bei Lelitek kreuzt die Woiwodschaftsstraße DW728, die an der Westgrenze der Gemeinde entlang führt.
Die Haltepunkte Bieliny Opoczyńskie und Zygmontów liegen an der Bahnstrecke von Tomaszów Mazowiecki nach Radom. Die nächsten Bahnhöfe sind Drzewica und Przysucha in den Nachbargemeinden.
Der nächste internationale Flughafen ist Warschau.